# Germaine Tillion
Germaine Tillion (n. 30 mai 1907, Allègre, Haute-Loire, Franța - d. 18 aprilie 2008) a fost o antropoloagă franceză, foarte cunoscută pentru activitatea sa în Algeria în anii 1950 pentru guvernul francez.

## Biografie

### Studii și cercetări de antropologie
A studiat antropologia socială cu Marcel Mauss și Louis Massignon. Licențiată în litere, ea a obținut o diplomă la École pratique des hautes études, École du Louvre și INALCO. Ea a realizat patru cercetări de teren în Algeria între 1934 și 1940, studiind popoarele Berber și Chaoui din regiunea Aures aflată în nord-estul Algeriei, pentru a-și pregăti doctoratul în antropologie.

### Rezistența franceză

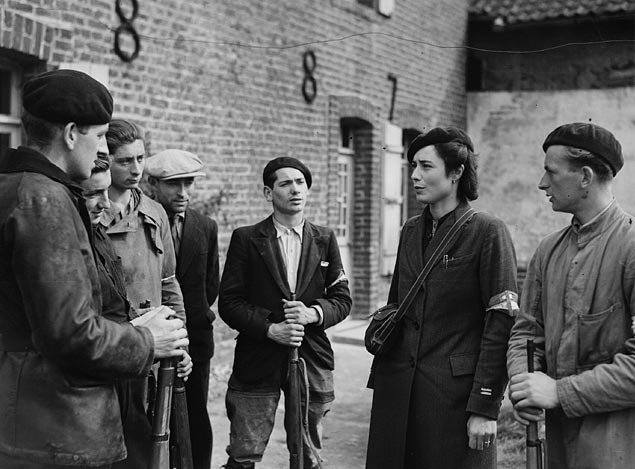
Rezistenţa franceză în 1944

La momentul revenirii sale la Paris, Franța fusese ocupată, iar Germaine Tillion a devenit unul dintre comandanții Rezistenței franceze în rețeaua Musée de l'Homme din Paris. Misiunile sale au inclus ajutarea prizonierilor să evadeze și organizarea serviciilor de informații pentru forțele aliate din 1940 și până în 1943. 
Trădată de un preot, ea a fost capturată și trimisă în lagărul de concentrare de la Ravensbrück, lângă Berlin, împreună cu mama sa, Émilie Tillion, membră și ea a Rezistenței. De la sosirea ei în lagăr la 21 octombrie 1943 și până la desființarea lagărului în primăvara anului 1945, ea a scris o operetă cu titlul "Le Verfügbar aux Enfers", o comedie descriind viața nefericită a deținuților din lagăr, pentru a-i ajuta pe ceilalți supraviețuitori să se distreze, fiind în același timp o analiză etnografică precisă a lagărului de concentrare. 

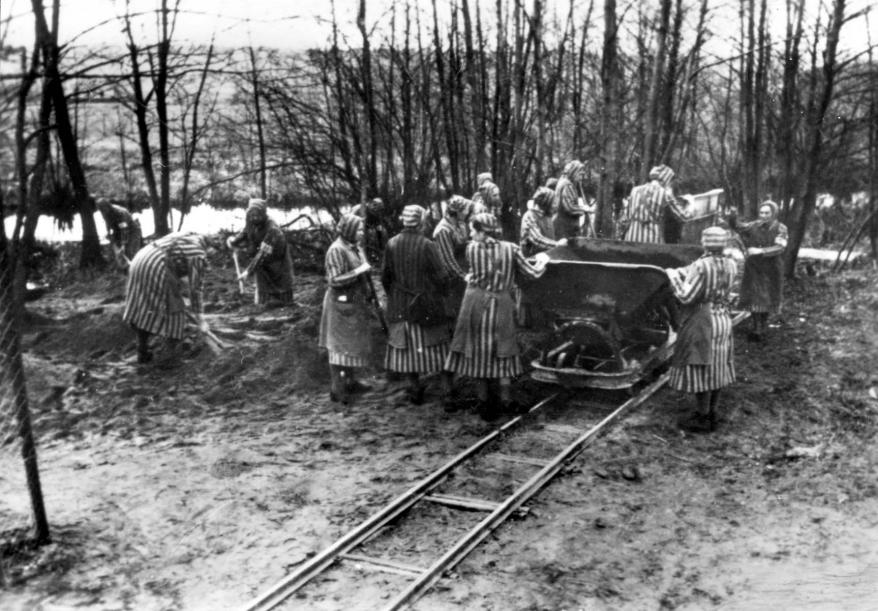
Femei prizoniere la Ravensbrück

### Războiul algerian
În anii '50 ai secolului al XX-lea, în cursul Războiului Algerian de Independență, Tillion a activat pe postul de consilier pentru politici sociale al guvernului francez în Algeria, ajutând guvernul să înființeze "Centre Sociale". În această perioadă, în perioada Bătăliei de la Alger (1957) și prin intermediul consilierului politic al Frontului de Eliberare Națională, Hadj Smaine Mohamed El Hadi (care va deveni ulterior ministru al justiției în Guvernul Algeriei), ea a servit ca om de legătură între Saadi Yacef, liderul Frontului de Eliberare Națională, și guvernul francez, contribuind la realizarea mai mulltor acorduri de încetare a focului. Tillion a post printre primii care au denunțat folosirea torturii de către forțele beligerante franceze.
În 1977 Germaine Tillion a primit Prix mondial Cino Del Duca și a obținut Marea Cruce a Legiunii de onoare. Ea a fost director onorific al Școlii Franceze de Înalte Studii în Științe Sociale (EHESS) în perioada morții sale.

## Distincții
- Marea Cruce a Legiunii de Onoare (doar cinci femei au fost distinse cu Marea Cruce a Legiunii de Onoare)
- Marea Cruce a Ordinului Național de Merit
- Croix de guerre 1939-1945
- Médaille de la Résistance
- Médaille de la déportation et de l'internement pour faits de Résistance
- Marea Cruce a Ordinului de Merit al Republicii Federale Germane (2004)

## Opera
- L’Algérie en 1957 (1956)
- en  Algeria: The Realities (Knopf, 1958) - tradusă din franceză de Ronald Matthews
- Ravensbrück (1958)
- L'Afrique bascule vers l'avenir (1959)
- Les ennemis complémentaires (1960)
- Le harem et les cousins (1966)
- Il était une fois l’ethnographie. Biographie (2000), ISBN=2-02-025702-5
- L’Algérie aurésienne (2001) - în colaborare cu Nancy Woods, ISBN=2-7324-2769-1

### Traduceri în limba română
- Ravensbrück (Ed. Politică, București, 1979) - traducere de Sanda Mihăescu-Boroianu